# Limnoctites
Cet article court présente un sujet plus développé dans : Fournier à bec droit.
Genre
Limnoctites est un genre de passereaux monotypique de la famille des Furnariidés, originaire d'Amérique du Sud.

## Liste des espèces
Selon la classification de référence du Congrès ornithologique international (version 6.4, 2016) :
- Limnoctites rectirostris — Fournier à bec droit (Synallaxe à bec droit, Synallaxe rousserolle) (Gould, 1839)